# Stefania Ceballos
Stefania Jaqueline Ceballos (ur. 3 czerwca 2001) – argentyńska zapaśniczka walcząca w stylu wolnym. Brązowa medalistka mistrzostw Ameryki Południowej w 2019 roku. Medalistka kontynentalnych zawodów młodzieżowych.